# Parakeelya brevipedata
Parakeelya brevipedata är en källörtsväxtart som först beskrevs av Ferdinand von Mueller, och fick sitt nu gällande namn av M.A. Hershkovitz. Parakeelya brevipedata ingår i släktet Parakeelya och familjen källörtsväxter. Inga underarter finns listade i Catalogue of Life.